# Ramulus luopingense
Ramulus luopingense är en insektsart som först beskrevs av Chen, S.C. och Yin 1995.  Ramulus luopingense ingår i släktet Ramulus och familjen Phasmatidae. Inga underarter finns listade i Catalogue of Life.